# أغنيس بانكس (نيو ساوث ويلز)
أغنيس بانكس هي إحدى ضواحي سيدني، في ولاية نيو ساوث ويلز، أستراليا. تقع أغنيس بانكس على بعد 68 كيلومترًا شمال غرب منطقة الأعمال المركزية في سيدني، في مناطق الحكومة المحلية لمدينة بنريث ومدينة هاوكيسبيري. وهي جزء من منطقة سيدني الغربية الكبرى.
رتبط أغنيس بانكس ببنريث على طريق كاسلريه الذي يمتد على طول نهر نيبين بين ريتشموند وبنريث. تشكل الغابات الطبيعية والرواسب الرملية المناظر الطبيعية الأعلى لهذه الضاحية. أغنيس بانكس هي بؤرة استيطانية ريفية لمدينة بنريث التي حافظت على قيمتها الزراعية الجوهرية وأسلوب حياتها الريفي.

## تاريخ
أُنشئت هذه المنطقة في وقت مبكر من عام 1803 من قبل تشارلز بالمر. كان أول رجل يحصل على منح الأرض المجانية في عام 1803، هو وزوجته ماري آن بدأو ببناء أول مزرعة منزل في نفس العام. المداخن الثلاثة لا تزال قائمة بالقرب من زاوية طريق كاسلريه وطريق سبرينغوود. كانت المدينة هنا تُعرف باسم "ليتل ريتشموند". في عام 1804 حصل أندرو طومسون على منحة أطلق عليها اسم أنغيس بانكس على اسم والدته.

## قوائم التراث
أنغيس بانكس لديها عدد من المواقع المدرجة في قائمة التراث، بما في ذلك:
- شارع ريكاردز: منطقة أغنيس بانكس الطبيعية[8]

## سجل الطقس
سجل مسجل الحرارة درجة حرارة 51.5 °م (124.7 °ف) في الضاحية في 4 يناير 2020، والتي كانت في نفس اليوم عندما سجل بنريث درجة حرارة رسمية تبلغ 48.9 °م (120.0 °ف).

## التركيبة السكانية
وفقا لتعداد السكان لعام 2016، كان هناك 911 مقيما في بنوك أغنيس. 83.7 ٪ من السكان ولدوا في أستراليا. البلدان الأخرى الأكثر شيوعا للولادة كانت مالطا 3.0٪ وإنجلترا 2.8 ٪ ونيوزيلندا 1.1٪. 88.1 ٪ من السكان يتحدثون الإنجليزية فقط في المنزل. وشملت اللغات الأخرى التي يُتحدث بها في المنزل المالطية 2.6 ٪ والمقدونية 1.4 ٪ واليونانية 0.7٪. كانت الردود الأكثر شيوعا للانتماء الديني كاثوليكية 35.8٪ وأنجليكانية 19.7 ٪ ولا دين 17.7٪.

## روابط خارجية
- Lorraine Stacker (2008). "Agnes Banks". قاموس سيدني. مؤرشف من الأصل في 2023-05-21. اطلع عليه بتاريخ 2015-09-24. [CC-By-SA]